# Eugen von Jagow
Eugen von Jagow (* 6. März 1849 in Aulosen; † 5. Januar 1905 in Garches bei Paris) war ein Schriftsteller, preußischer Oberleutnant und Korrespondent der Kreuzzeitung in Paris.

## Leben
Seine Eltern waren der Herr auf Aulosen Wilhelm von Jagow (1803–1883) und dessen Ehefrau Clementine, geborene von L’Estocq (1808–1883). Sein Onkel war Friedrich von Jagow.
Eugen von Jagow veröffentlichte eine Vielzahl von Stücken und Artikeln, u. a. auch in der Gartenlaube.
1895 hatte Eugen von Jagow die Überlegung, Sarah Bernhardt eine Rolle in seinem Stück Magda anzubieten, welches Max Nordau in einem Briefwechsel aber kritisch sah. Eugen von Jagow war mit Max Nordau befreundet und war erster Leser des Werkes Entartung von Nordau. Ebenso redigiert und diskutiert von Jagow mit Nordau u. a. über die Stücke Die Kugel, Der Lebenssport und Doktor Kohn. Er stand u. a. auch mit Ulrich von Wilamowitz-Moellendorff, Wolfgang Kirchbach, Eugen Wolff und Louise Dumont in Briefkontakt.
Eugen von Jagow heiratete am 1. Februar 1899 in Berlin Gertrud Meyer (* 1874). Aus der Ehe gingen die Tochter Eva (* 1899) und der Sohn Clemens (1903–1993) hervor.
In Berlin lebte er 1901 in der Friedrichsruher Straße 7 in Schmargendorf.

## Werke (Auswahl)
- Pariser Küche. Der Salon, 1886.
- Die Duelle der Pariser Journalisten und Parlamentarier. Der Salon, 1887.
- Die Chauvinisten: Roman. Deutsche Verlags-Anstalt, 1889.
- Von der Pariser Ausstellung. Die Gartenlaube, Ernst Keil, 1889.
- Randverbesserungen des Feldmarschalls Moltke. (Schauspiel), 1895.
- Orla Dondy und Eine Mutter. (Schauspiel), 1895.
- Magda. (Drama), 1895.
- Die Camaraderie: Lustspiel, frei nach Scribe. Verlag der Dramat. Anst., 1901.
- Erinnerungen an Moltke. Die neue Gartenlaube, A. Scherl Nachfolger, 1905.
- Getreu bis in den Tod. Danner, Mühlhausen, Zweite Auflage, 1912.